# Let Me Be There
A Let Me Be There az abban az időben Londonban élő Olivia Newton-John külön az amerikai piac számára megjelentetett első albuma, mely Olivia első három, Amerikában meg nem jelent albumának alapján készült, de ennek ellenére nem szokták a válogatáslemezek közé sorolni. Nem tévesztendő össze Olivia harmadik, Music Makes My Day című albumával, mely Ausztráliában szintén Let Me Be There címmel jelent meg.

## Az album dalai
- Let Me Be There (John Rostill)
- Me and Bobby McGee
- Banks of the Ohio (trad)
- Love Song
- If Not For You
- Take Me Home Country Roads
- Angel Of The Morning
- If You Could Read My Mind
- Help Me Make It Through The Night
- Just A Little Too Much

## Borító
Az album borítója azonos Olivia második, Olivia című, Amerikában meg nem jelent albumának borítójával.

## Kiadások
- LP: MCA Records 389
- CD: MCA Records MCAD-31017

## Helyezések
- Album: Billboard album lista: No.54, country album lista: No.1, aranylemez
- Let Me Be There: Billboard AC lista: No.3, Billboard Hot 100: No.6, Country singles lista: No.7